# 影山太郎
影山 太郎（かげやま たろう、1949年2月13日- ）は、日本の言語学者。元国立国語研究所所長。関西学院大学名誉教授。

## 来歴
神戸に生まれ育つ。1971年大阪外国語大学外国語学部英語学科卒、1973年同大学院修士課程修了、神戸学院大学教養部助手、1975年南カリフォルニア大学大学院に留学し、1977年博士（言語学）の学位を取得、1978年1月大阪大学言語文化部専任講師、のち助教授、1987年関西学院大学文学部教授、2009年退任、名誉教授、現職。2017年から2019年まで同志社大学文化情報学部特別客員教授を務める。
1973年東京言語研究所言語学論文賞、1980年「語彙の構造」で市河三喜賞、1994年「文法と語形成」で金田一京助博士記念賞受賞。
2009年日本言語学会会長（2012年3月まで）、国立国語研究所所長（2017年9月まで）。文化審議会国語分科会漢字小委員会委員。
日本語と英語の比較の上で語彙の形成を主として研究する。

## 著書
- 『語彙の構造 日英比較』松柏社 1980
- 『文法と語形成』ひつじ書房（日本語研究叢書）1993
- 『動詞意味論 言語と認知の接点』くろしお出版（日英語対照研究シリーズ）1996
- 『形態論と意味』くろしお出版（日英語対照による英語学演習シリーズ）1999
- 『ケジメのない日本語』岩波書店（もっと知りたい!日本語）2002

### 共編著
- 『語形成と概念構造』由本陽子共著 研究社出版（日英語比較選書）1997
- 『日英対照動詞の意味と構文』 大修館書店 2001
- 『英語言語学の第一歩』ブレント・デ・シェン、日比谷潤子共著 くろしお出版 2003
- 『日本語の分析と言語類型』岸本秀樹共編 くろしお出版 2004
- 『形容詞・副詞の意味と構文 日英対照』 大修館書店 2009
- 『名詞の意味と構文 日英対照』編 大修館書店 2011
- 『属性叙述の世界』編 くろしお出版 2012
- 『日中理論言語学の新展望』全3巻 沈力共編 くろしお出版 2011-12
- 『複合動詞研究の最先端 謎の解明に向けて』編 ひつじ書房 2013

## 論文
- <影山太郎